# Claudio Unimano
Claudio Unimano (en latín: Claudius Unimanus), fue un pretor gobernador de la provincia romana de la Hispania Citerior.
Unimano gobernaba la Hispania Citerior, en 146 a. C., cuando se enfrentó con las fuerzas de Viriato - el líder de la resistencia de los lusitanos- al avance romano en aquella región.
Los romanos sufrieron una aplastante derrota en ese enfrentamiento, perdiendo sus estandartes, que fueron expuestos por Viriato en los montes más altos de la Lusitania.
En el Album Alentajano, una edición del principio del siglo XX, consta lo siguiente:
"Anteriormente a la batalla de Ourique y en una casa de campo llamada «Ciudad de Cola», al suroeste de Ourique y a la distancia de diez kilómetros, el gran cabecilla lusitano, Viriato, que tan denotadamente se batió por la libertad de su tierra, reunió a los guerreros que comandaba y, en plena noche, descendió con ellos la escalera secreta que existía en la ribera del Mariscão (hoy Marchicão), y de súbito cayó sobre el ejército comandado por Claudio Unimano, causándole incalculable mortandad"